# Левин, Кирилл Яковлевич
Кири́лл Я́ковлевич Ле́вин (1892—1980) — русский советский писатель.

## Биография
Кирилл Яковлевич Левин был участником 1-й Мировой войны.
Похоронен в Москве на Ваганьковском кладбище (закрытый колумбарий).

### Публикации[2]
- 1928 — «Записки из плена», повесть
- 1930 — «Город будет построен заново»
- 1939 — «Война», сборник[3]: Славин Лев Исаевич, Лавренёв Борис Андреевич, Зощенко Михаил Михайлович, Вебер Юрий Германович, Финк Виктор Григорьевич, Слонимский Михаил Леонидович, Тихонов Николай Александрович, Брыкин Николай Александрович, Ульянский Антон Григорьевич, Левин Кирилл Яковлевич, Евстафьев Павел, Розенфельд Семен Ефимович.
- 1947 — «Отец русской авиации»
- «Огни маяка»[4]

Романы-хроники о 1-й Мировой войне:
- 1935 — «Русские солдаты»
- 1958 — «Солдаты вышли из окопов»…
- 1961 — «Былые годы», воспоминания

### Критика
Автору, свидетелю и участнику многих из описываемых событий, с большой убедительностью удаётся показать разложение правящей верхушки, бездарность царских генералов, бессмысленную муштру и издевательства над солдатами — всё то, что заставляло лучших представителей армии встать на путь революции и под руководством партии Ленина свергнуть ненавистный помещичье-буржуазный режим.